# ロッカ・サンタ・マリーア
ロッカ・サンタ・マリーア（イタリア語: Rocca Santa Maria）は、イタリア共和国アブルッツォ州テーラモ県にある、人口約500人の基礎自治体（コムーネ）。

## 地理

### 位置・広がり

#### 隣接コムーネ
隣接するコムーネは以下の通り。
- アマトリーチェ (RI)
- コルティーノ
- トッリチェッラ・シクーラ
- ヴァッレ・カステッラーナ

## 行政

### 分離集落
ロッカ・サンタ・マリーアには、以下の分離集落（フラツィオーネ）がある。
- Acquaratola, Alvelli, Belvedere, Canili, Cesa, Castiglione, Ciarelli, Colle, Cona Faiete, Faiete, Fioli, Fiume, Forno, Fustagnano, Imposte, Licciano, Macchia Santa Cecilia, Martese, Paranesi, Pomarolo, Riano, San Biagio, Serra, Tavolero, Tevere